# Liga Eslovaca de Basquetebol de 2020–21
A Temporada da SBL de 2020–21 foi a 29ª edição da competição de elite do basquetebol dos Eslováquia tendo o Inter de Bratislava como defensor do título eslovaco.
Em 13 de março de 2020 em virtude da Pandemia de COVID-19 a liga foi interrompida prematuramente e não foi apurado o campeão da temporada.

## Clubes participantes
| Clube              | Cidade           | Arena            |
| ------------------ | ---------------- | ---------------- |
| BC Prievidza       | Prievidza        | Niké Aréna       |
| BKM Lučenec        | Lučenec          | Arena ŠH         |
| Inter Bratislava   | Bratislava       | Hant Aréna       |
| Iskra Svit         | Svit             | Iskra Aréna      |
| MBK Baník Handlová | Handlová         | Športová Hala    |
| Spišskí Rytieri    | Spišská Nová Ves | Pavilhão Mestská |
| Patrioti Levicki   | Levice           | Pavilhão Levice  |

## Temporada Regular

### Tabela de Classificação
| Pos. | Clube              | J  | V  | D  | Casa | Fora | Pts +/Pts -      | Pts. | %    | Classificação     |
| ---- | ------------------ | -- | -- | -- | ---- | ---- | ---------------- | ---- | ---- | ----------------- |
| 1    | Patrioti Levicki   | 36 | 22 | 14 | 13-5 | 9-9  | 2977:2902 (+75)  | 58   | 61 % | Semifinalistas    |
| 2    | Spišskí Rytieri    | 36 | 22 | 14 | 15-3 | 7-11 | 2948:2805 (+143) | 58   | 61 % | Semifinalistas    |
| 3    | Iskra Svit         | 36 | 20 | 16 | 14-4 | 6-12 | 3169:3115 (+54)  | 56   | 56 % | Quartas de finais |
| 4    | Inter Bratislava   | 36 | 19 | 17 | 15-3 | 4-14 | 2811:2757 (+54)  | 55   | 53 % | Quartas de finais |
| 5    | BKM Lučenec        | 36 | 18 | 18 | 12-6 | 6-12 | 2968:2898 (+70)  | 54   | 50 % | Quartas de finais |
| 6    | BC Prievidza       | 36 | 14 | 22 | 11-7 | 3-15 | 2792:3014 (-222) | 50   | 39 % | Quartas de finais |
| 7    | MBK Baník Handlová | 36 | 11 | 25 | 10-8 | 1-17 | 2903:3077 (-174) | 47   | 31 % |                   |

|  |                            |
|  | Classificados aos playoffs |

## Playoffs

### Confrontos
|  | Quartas de final | Quartas de final | Quartas de final |                 |                  | Semifinais | Semifinais | Semifinais |  |  | Final | Final            | Final |
|  |                  |                  |                  |                 |                  |            |            |            |  |  |       |                  |       |
|  |                  |                  |                  |                 |                  |            |            |            |  |  |       |                  |       |
|  |                  |                  |                  |                 |                  |            |            |            |  |  |       |                  |       |
|  |                  |                  |                  |                 |                  |            |            |            |  |  |       |                  |       |
|  |                  | 1                | Patrioti Levicki | 3               |                  |            |            |            |  |  |       |                  |       |
|  |                  |                  |                  | 3               |                  |            |            |            |  |  |       |                  |       |
|  |                  | 4                | Inter Bratislava | 0               |                  |            |            |            |  |  |       |                  |       |
|  | 4                | 4                | Inter Bratislava | 0               | Inter Bratislava | 2          |            |            |  |  |       |                  |       |
|  | 4                |                  |                  |                 | Inter Bratislava | 2          |            |            |  |  |       |                  |       |
|  | 5                | BKM Lučenec      | 1                |                 |                  |            |            |            |  |  |       |                  |       |
|  |                  |                  |                  |                 |                  |            |            |            |  |  |       | Patrioti Levicki | 2     |
|  |                  |                  |                  | Spišskí Rytieri | 2                |            |            |            |  |  |       |                  |       |
|  |                  |                  |                  |                 |                  |            |            |            |  |  |       |                  |       |
|  |                  |                  |                  |                 |                  |            |            |            |  |  |       |                  |       |
|  |                  | 2                | Spišskí Rytieri  | 3               |                  |            |            |            |  |  |       |                  |       |
|  |                  |                  |                  | 3               |                  |            |            |            |  |  |       |                  |       |
|  |                  | 3                | Iskra Svit       | 1               |                  |            |            |            |  |  |       |                  |       |
|  | 3                | 3                | Iskra Svit       | 1               | Iskra Svit       | 2          |            |            |  |  |       |                  |       |
|  | 3                |                  |                  |                 | Iskra Svit       | 2          |            |            |  |  |       |                  |       |
|  | 6                | BC Prievidza     | 1                |                 |                  |            |            |            |  |  |       |                  |       |

#### Quartas de finais
| Time 1           | Série | Time 2       | 1º Jogo   | 2º Jogo | 3º Jogo |
| ---------------- | ----- | ------------ | --------- | ------- | ------- |
| Inter Bratislava | 2 - 1 | BKM Lučenec  | 85 - 75   | 67 - 69 | 85 - 68 |
| Iskra Svit       | 2 - 1 | BC Prievidza | 110 - 107 | 82 - 98 | 92 - 83 |

#### Semifinal
| Time 1           | Série | Time 2           | 1º Jogo | 2º Jogo  | 3º Jogo  | 4º Jogo | 5º Jogo |
| ---------------- | ----- | ---------------- | ------- | -------- | -------- | ------- | ------- |
| Patrioti Levicki | 3 - 0 | Inter Bratislava | 85 - 65 | 78 - 63  | 82 - 56  |         |         |
| Spišskí Rytieri  | 3 - 1 | Iskra Svit       | 93 - 83 | 107 - 93 | 113 - 87 | 88 - 74 |         |

#### Final
| Time 1           | Série | Time 2          | 1º Jogo | 2º Jogo | 3º Jogo  | 4º Jogo | 5º Jogo | 6º Jogo | 7º Jogo |
| ---------------- | ----- | --------------- | ------- | ------- | -------- | ------- | ------- | ------- | ------- |
| Patrioti Levicki | 1 - 2 | Spišskí Rytieri | 81 - 87 | 72 - 76 | 102 - 56 |         |         |         |         |

## Campeões
| Niké SBL 2020-21 Campeões |
| ------------------------- |
| Spišskí Rytieri 1º Título |

## Clubes eslovacos em competições internacionais
| Clube         | Competição        | Resultado |
| ------------- | ----------------- | --------- |
|               | Liga dos Campeões |           |
| Copa Europeia |                   |           |
|               | Copa Alpe Ádria   |           |